# Nanker Phelge
Nanker Phelge est le pseudonyme utilisé de 1963 à 1965 pour signer les chansons coécrites par tous les membres du groupe britannique The Rolling Stones. James Phelge était le colocataire des Stones lorsqu’ils habitaient dans le quartier d'Edith Grove à Londres. Il y avait souvent des concours de grimaces entre eux. Grimace se traduit par "nanker" en anglais, d’où le choix de "nanker phelge" comme pseudonyme.
En octobre 1963, lors de l'enregistrement de Stoned, première composition improvisée du groupe, Eric Easton, l'associé du producteur du groupe Andrew Loog Oldham, profite de l'absence de ce dernier pour expliquer au groupe que la chanson est une composition que les Rolling Stones doivent créditer et leur recommande sa société Southern Music pour qu'il puissent toucher les royalties. Oldham n'apprendra cet arrangement qu'en 1964, et se disputera avec son associé aboutissant le départ de ce dernier en 1965. La dernière chanson créditée Nanker Phelge sera The Under Assistant West Coast Promotion Man qui critique l'industrie du disque.

## Compositions
- Stoned (octobre 1963) (Ian Stewart est crédité comme coauteur)
- Little by Little (février 1964) (credited as 'Phelge') (Phil Spector et Ian Stewart crédités coauteurs)
- Andrew's Blues (février 1964) (non pressé)
- And Mr Spector And Mr Pitney Came Too (février 1964) (instrumental avec harmonica, coécrit avec Phil Spector), apparaît sur des compilations pirates
- Now I've Got a Witness ('Phelge') (avril 1964)
- Stewed and Keefed (Brian's Blues) (juin 1964)
- 2120 South Michigan Avenue (août 1964)
- Empty Heart (août 1964)
- Off the Hook (novembre 1964) (initialement "Nanker, Phelge", pressages ultérieurs crédités Jagger/Richards)
- Play with Fire (février 1965)
- The Under Assistant West Coast Promotion Man (mai 1965), face B de Satisfaction
- The Spider And The Fly (juillet 1965) (initialement "Nanker, Phelge", pressages actuels Jagger/Richards)
- I'm Alright (juillet 1965) (Phelge/McDaniel)
- Aftermath (décembre 1965) (pirate, sans rapport avec l'album du même nom)
- Godzi (enregistré, mais non pressé)
- We Want The Stones (dont on entend des bribes sur le 45 tours de 1965 Got LIVE if you want it! )
- Bill Wyman affirme que Paint It, Black était une création collective du groupe qui devait être créditée à Nanker Phelge, mais a été attribuée à Jagger/Richards par suite d'une erreur de fiche.